# بانولیا مراشانی
بانولیا مراشانی (انگلیسی: Banuelia Mrashani؛ زادهٔ ۱۴ نوامبر ۱۹۷۷ در موشی) ورزشکار دو و میدانی و دونده ماراتن زن اهل تانزانیا است که در سال ۲۰۰۲ در رقابت بین‌المللی توکیو ماراتون در بخش زنان به مقام اول رسید. وی در بازی‌های المپیک تابستانی ۲۰۰۴ در ماراتون زنان به رقابت پرداخت.